# Динамическое ударение
Динами́ческое ударе́ние (также силовое ударение, выдыхательное ударение, экспираторное ударение, сила/интенсивность ударения; англ. dynamic accent) — фонетический компонент ударения, выражаемый в большей напряжённости речевого аппарата и в усилении выдоха при артикуляции ударного слога, прежде всего ударного гласного, в сравнении с произношением безударных слогов. Обычно сила/интенсивность в ударном слоге сочетается с увеличением длительности и/или высоты голосового тона и/или наличием специфических аллофонов гласных и/или согласных, при этом сила/интенсивность может быть в том или ином языке как основным, так и дополнительным компонентом ударения.
Динамическое ударение встречается во многих языках мира, в частности, оно присуще английскому языку, в котором дополнительным компонентом интенсивности произношения ударной гласной является длительность. Сила/интенсивность ударной гласной является одним из основных признаков добавочного ударения наряду с изменением частоты тона голоса во французском языке. В некоторых языках динамическое ударение может сосуществовать с ударением других типов. Например, в шведском языке в одном и том же слове ставится и динамическое, и музыкальное ударение, а в датском языке динамическое ударение в некоторых словах сопровождается толчком.
В русском языке сила/интенсивность произношения ударной гласной является одним из компонентов словесного и фразового ударения, но его значение, в частности, в словесном ударении, менее существенно, чем значение тембра (качества) и длительности. Поэтому ударение в русском языке определяют как качественно-количественное. При том в русском ударении отмечается сложная система зависимости силы/интенсивности и длительности ударного слога. Чем ближе ударение к началу слова, тем меньше длительность и больше интенсивность гласного; чем ближе ударение к концу слова, тем больше его длительность и меньше интенсивность. Также после паузы и перед паузой в начале синтагмы и фразы ударный гласный является более интенсивным, но кратким, в конце синтагмы и фразы — менее интенсивным, но долгим.